# František Nedvěd (politik)
František Nedvěd (6. září 1876 Karlín - 22. srpna 1943 Těrtěr) byl český a československý politik a meziválečný senátor Národního shromáždění ČSR za Komunistickou stranu Československa.

## Biografie
Jako student byl stoupencem hnutí Omladina. Počátkem 20. let 20. století patřil mezi zakládající členy KSČ. Předsedal organizaci Mezinárodní rudá pomoc. Ve 30. letech 20. století se angažoval v zajišťování pomoci komunistům během španělské občanské války.
V parlamentních volbách v roce 1929 získal senátorské křeslo v Národním shromáždění. Mandát obhájil v parlamentních volbách v roce 1935. Ve 30. letech kritizoval vedení firmy Baťa a vládnutí Baťovců ve Zlíně za to, že vedení nutilo všem zaměstnancům firmy povinnou účast a povinný nákup baťovských stejnokrojů na podnikových oslavách svátku práce, které viděl jako zneužití levicového svátku. V senátu setrval do prosince 1938, kdy byl v důsledku rozpuštění komunistické strany zbaven mandátu. Profesí byl tajemníkem v Praze-Karlíně.
Zemřel v sovětském exilu za druhé světové války. Jeho syn, lékař Miloš Nedvěd (narozen 1908), zemřel v nacistickém koncentračním táboře roku 1942.